# Ventrilo
Ventrilo – zamknięte oprogramowanie voice over Internet Protocol z klientami dla Microsoft Windows i OS X.
W 2006 program został wspomniany w piosence „Vi sitter i Ventrilo och spelar DotA” Basshuntera.

## Użytkowanie
Użytkownik instaluje klienta Ventrilo i łączy się z serwerem Ventrilo. Klient Ventrilo jest oprogramowaniem typu freeware. Dostępne są wersje dla Microsoft Windows i OS X. Serwer jest dostępny dla Microsoft Windows, OS X, Linux, Kopi, Solaris, NetBSD i FreeBSD.
Domyślna jakość dźwięku jest porównywalna z telefoniczną, lecz można ją polepszyć, zmieniając kodek. Ventrilo wspiera głównie kodek GSM i Speex. Jednakże klient dla OS X nie jest w stanie stabilnie korzystać z większości serwerów z powodu braku obsługi szeroko używanego kodeka GSM.
Deweloperzy Ventrilo próbują utrzymać niskie użycie łączy, mimo to użytkownicy z łączem o niskiej przepustowości (na przykład połączenie wdzwaniane) mogą być zmuszeni do używania niskich ustawień.

## Wersja i cechy
Wersja 3.0.0 została wydana 14 listopada 2007 dla Windows i Mac OS X. Nowymi funkcjami były:  możliwość wybierania kodeków per-channel (płatne serwery), możliwość definiowania skrótów składających się z dwu klawiszy w przeciwieństwie do wcześniejszego ograniczenia (jeden klawisz). Aktualizacja do 3.x.x jest obowiązkowa dla obu struktur, serwer i klient.

### Historia i licencje
W wersjach wcześniejszych aż do 2.1.2 każdy mógł prowadzić za darmo swój własny prywatny serwer, jednak nie mógł wynajmować miejsc innym osobom.
Zaczynając od wersji 2.2.0, darmowa wersja serwera ograniczona jest do 8 podłączonych jednocześnie klientów. By obsługiwać więcej niż 8 połączeń, wymagane jest albo wykupienie licencji dla „Pro” wersji serwera lub wynajęcie serwera od usługodawcy licencjonowanego przez Ventrilo. Flagship posiada ograniczone licencje dla legalnie zarejestrowanych korporacji z określonymi wymaganiami (ustawiania serwerów Prom poza zasięgiem większości lub wszystkich indywidualnych użytkowników).